# Nombre presque premier

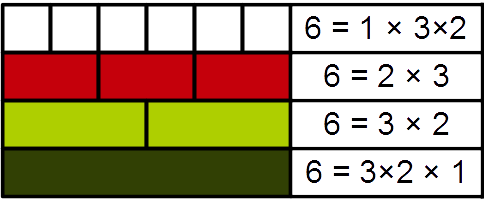
Démonstration par réglettes Cuisenaire que 6 est un nombre presque premier.

En théorie des nombres, un entier n > 0 est dit k-presque premier, pour k ≥ 0, lorsqu'il est le produit d'exactement k nombres premiers.

## Formalisation
Un entier n > 0 dont la décomposition en facteurs premiers s'écrit
(où p1 = 2 < p2 = 3 < p3 = 5 < … est la suite des nombres premiers) est dit k-presque premier si son nombre Ω(n) de facteurs premiers (non nécessairement distincts) est égal à k :

## Fonction de compte
Géneralisant le résultat de Hadamard et La Vallée Poussin sur la répartition des nombres premiers, Edmund Landau a démontré le résultat suivant, où {\displaystyle \pi _{k}(x)} est le nombre d'entiers k-presque premiers inférieurs à x
{\displaystyle \pi _{k}(x)\sim \left({\frac {x}{\log x}}\right){\frac {(\log \log x)^{k-1}}{(k-1)!}},}

## Exemples
- Les nombres 1-presque premiers sont les nombres premiers.
- Les nombres 2-presque premiers sont les nombres semi-premiers.
- 18 = 2 × 3 × 3 donc 18 est 3-presque premier.
- Le seul nombre 0-presque premier est le produit vide 1.

## Remarque
Si l'on note {\displaystyle {\mathcal {P}}_{k}} l'ensemble des nombres k-presque premiers, alors l'ensemble {\displaystyle \{{\mathcal {P}}_{k}\mid k\in \mathbb {N} \}} forme la partition de ℕ* associée à la surjection Ω : ℕ* → ℕ.